# Stefano Colagè
Stefano Colagè (Canino, 8 luglio 1962) è un ex ciclista su strada italiano.
Professionista dal 1985 al 1998, vinse un'edizione della Tirreno-Adriatico.

## Carriera
Da dilettante vinse diverse gare in Toscana e indossò la maglia azzurra della Nazionale ai Giochi olimpici di Los Angeles 1984. Passò professionista nel 1985 con il team Dromedario.
Tra i molti successi nella carriera da professionista, conclusasi nel 1998, si ricordano una tappa al Tour de Suisse nel 1991, la Coppa Agostoni nel 1992, la Tirreno-Adriatico nel 1995 e il Trofeo Pantalica nel 1995 e nel 1998. Conquistò inoltre la medaglia d'argento al Campionato italiano del 1985 e un terzo posto alla Clásica San Sebastián 1997, e vestì la maglia azzurra in quattro edizioni dei Campionati del mondo, nel 1986, 1988, 1989 e 1995.

## Palmarès
- 1982 (dilettanti)

Coppa 29 Martiri di Figline di Prato
- 1983 (dilettanti)

Gran Premio Industria del Cuoio e delle Pelli
Coppa Ciuffenna
- 1984 (dilettanti)

Gran Premio Chianti Colline d'Elsa
- 1986 (Dromedario, una vittoria)

Giro dell'Umbria
- 1987 (Fibok, una vittoria)

Cronoscalata della Futa-Memorial Gastone Nencini
- 1988 (Alba Cucine, una vittoria)

1ª prova Gran Premio Sanson
- 1989 (Titanbonifica, tre vittorie)

Giro dell'Umbria
2ª tappa Giro di Puglia (Cagnano > Rodi Garganico)
1ª prova Gran Premio Sanson
- 1991 (ZG Mobili, una vittoria)

10ª tappa Tour de Suisse (Basilea > Zurigo)
- 1992 (ZG Mobili, cinque vittorie)

Coppa Agostoni
2ª tappa Tirreno-Adriatico (Fiuggi > Viterbo)
Giro dell'Etna
Clásico de Medellín
3ª tappa Grand Prix Internacional du Café (Chiquinquirá)
- 1993 (ZG Mobili, cinque vittorie)

2ª tappa Clasica Colprensa (Tunja)
1ª tappa Clasica Aguardiente Nectar
2ª tappa Grand Prix Pony Malta (Zipaquirá)
4ª tappa Grand Prix Pony Malta (La Calera)
1ª tappa Vuelta al Táchira
- 1994 (ZG Mobili, tre vittorie)

1ª tappa Grand Prix Pony Malta (Tocancipá)
3ª tappa Grand Prix Pony Malta (La Vega)
1ª prova Trofeo dello Scalatore (Cerreto Laghi)
- 1995 (ZG Mobili, dieci vittorie)

1ª prova Trofeo dello Scalatore
1ª tappa Grand Prix Pony Malta
2ª tappa Grand Prix Pony Malta
5ª tappa Grand Prix Pony Malta
Trofeo Pantalica
Giro dell'Etna
Gran Premio di Lugano
4ª tappa Tirreno-Adriatico (Santa Severa > Sorano)
Classifica generale Tirreno-Adriatico
Classifica generale Giro di calabria
- 1996 (Refin, una vittoria)

Criterium d'Abruzzo
- 1998 (Cantina Tollo, una vittoria)

Trofeo Pantalica

## Piazzamenti

### Grandi giri
- Giro d'Italia

1985: non partito (16ª tappa)
1986: 13º
1987: non partito (20ª tappa)
1988: ritirato (17ª tappa)
1990: ritirato (16ª tappa)
1991: ritirato (17ª tappa)
1992: ritirato (7ª tappa)
1993: 87º
- Tour de France

1993: 60º
1994: non partito (16ª tappa)
1995: 106º
1996: ritirato (7ª tappa)
- Vuelta a España

1988: ritirato (16ª tappa)
1989: 79º
1997: 53º

### Classiche monumento
- Milano-Sanremo

1986: 78º
1987: 88º
1990: 50
1991: 30º
1992: 56º
1993: 127º
1994: 70º
1995: 48º
1996: 62º
1998: 56º
- Giro delle Fiandre

1993: 71º
1994: 53º
- Liegi-Bastogne-Liegi

1994: 38º
1998: 85º
- Giro di Lombardia

1990: 37º
1995: 31º

### Competizioni mondiali
- Campionati del mondo

Colorado Springs 1986 - In linea Professionisti: 86º
Ronse 1988 - In linea Professionisti: ritirato
Chambéry 1989 - In linea Professionisti: ritirato
Duitama 1995 - In linea Elite: ritirato
- Giochi olimpici

Los Angeles 1984 - In linea: ritirato